# Kościół Zbawiciela w Dubrowniku
Kościół Zbawiciela w Dubrowniku (chorw. Crkva sv. Spasa u Dubrovniku) – katolicki kościół parafialny zlokalizowany w Dubrowniku, w Chorwacji przy zachodnim krańcu ulicy Stradun, w pobliżu Bramy od Pila (chor. Vrata od Pila) i klasztoru franciszkanów.

## Historia
Obiekt wzniesiono decyzją senatu dubrownickiego (1520), jako dziękczynienie Chrystusowi za ratunek dla mieszkańców miasta podczas ówczesnego trzęsienia ziemi. Upamiętnia to monumentalny napis umieszczony na fasadzie. Budowniczym świątyni był Petar Andrijić z Korčuli. Budowę ukończono w 1528. Kościół nie odniósł zniszczeń podczas silnego trzęsienia ziemi w 1667, kiedy to prawie całe miasto legło w gruzach. Dzięki temu zachował oryginalny wygląd do dziś.

## Architektura
Jednonawowy obiekt jest znakomitym przykładem harmonijnego renesansu dubrownickiego. Pokrywa go gotyckie sklepienie krzyżowo-żebrowe. Okna są zwieńczone gotyckimi ostrołukami. Najbogatsza jest główna fasada w stylu renesansowym z portalem i trójlistnym zwieńczeniem.